# Totentanz (Musiklabel)
Totentanz war eine deutsche Plattenfirma mit Sitz in Oberhausen. Dort wurden zwischen 1998 und 2017 Tonträger veröffentlicht, die stilistisch vor allem der Musik der Mittelalterszene, dem Folk und dem Folk-Rock zuzuordnen sind.

## Veröffentlichungen (Auswahl)
- Des Teufels Lockvögel – Vanitas (2011)
- Die Dudelzwerge – Vorwärts und nicht Vergessen (2008)
- Die Irrlichter – Zaubergarten (2015)
- Die Streuner – Wein Weib und Gesang (1998)
- Duivelspack – In Teufels Küche (2006)
- Elmsfeuer – Schatzsuche (2013)
- Mr. Hurley & die Pulveraffen – Grog'n'Roll (2013)
- Rabenschrey – Unvollkommen (2009)
- Reliquiae – Pandora (2013)
- The Sandsacks – Far Away (2012)
- Triskilian – Birkenhain (2009)
- Van Langen – Zeychen der Zeyt (2005)
- Vermaledeyt – Relikt (2010)
- Versengold – Ketzerey (2008)
- Vroudenspil – Pulverdampf (2013)
- WirrWahr – Pest of (2007)
- Ye Banished Privateers – The Legend of Libertalia (2014)